# Burg Räuberschlösschen
Der Burgstall Räuberschlösschen, früher auch Alte Burg oder Teufelsburg, ursprünglich wahrscheinlich Frohburg genannt, ist eine abgegangene Spornburg auf der Gemarkung von Freudenberg im Main-Tauber-Kreis in Baden-Württemberg.

## Geschichte
Nach Forschungsergebnissen des Historikers Wolfgang Hartmann (siehe unter Literatur) handelt es sich beim „Räuberschlösschen“ um die Relikte der bisher vergeblich gesuchten Burg Frohburg, nach der sich Vorfahren der Herren von Dürn benannten. Der erstmals 1149 urkundlich auftretende Rupert I. von Frohburg entstammte den Edelfreien von Weinsberg. Am verkehrswichtigen Main war er ebenso wie der als sein Bruder und als Erbauer der nahen Mildenburg erschlossene Edelherr Burkard von Weinsberg durch König Konrad III. auf Besitz des Klosters Amorbach angesetzt worden. 1140 hatte der Staufer die unter Burkards Kommando stehende Burg Weinsberg erobert und 1144 die Obervogtei der Abtei Amorbach an sich gezogen. Die Namen Frohburg und Mildenburg bringen nach Hartmanns These die Dankbarkeit der beiden Weinsberger gegenüber König Konrad zum Ausdruck und rühmen seine Milde, die sie bei der Kapitulation der Burg Weinsberg im Zusammenhang mit der weltberühmten Weibertreu-Begebenheit erfahren hatten.
Als Wohnsitz der Dürn wird die Frohburg letztmals im Jahr 1196 erwähnt. Kurze Zeit später begann der Würzburger Bischof Heinrich III. von Berg den Bau der nahen Burg Freudenberg, deren Name offensichtlich in Anlehnung an den der Frohburg gewählt worden ist. Als erster Lehensinhaber der würzburgischen Freudenburg ist Ulrich I. von Dürn erschließbar, der wohl auch der letzte Besitzer der Frohburg war. Im frühen 13. Jahrhundert galt die heute als Räuberschlösschen bekannte Burg als verlassen.

## Anlage
Der Kern der trapezförmigen Wehranlage liegt auf einem etwa 80 Meter langen und bis zu 45 Meter breiten Bergsporn. Der Hauptgrund für die Entstehung einer Burg an dieser Stelle war zweifellos die Beherrschung der alten „Kirschfurt“, eines Mainübergangs, dem der – ursprünglich genau gegenüberliegende – Ort Kirschfurt seinen Namen verdankt. Von der Burg sind heute nur noch Mauerreste und ein Graben erhalten. Ausgrabungen von 1890 durch Wilhelm Conrady ergaben nur wenige, schwer datierbare Funde.

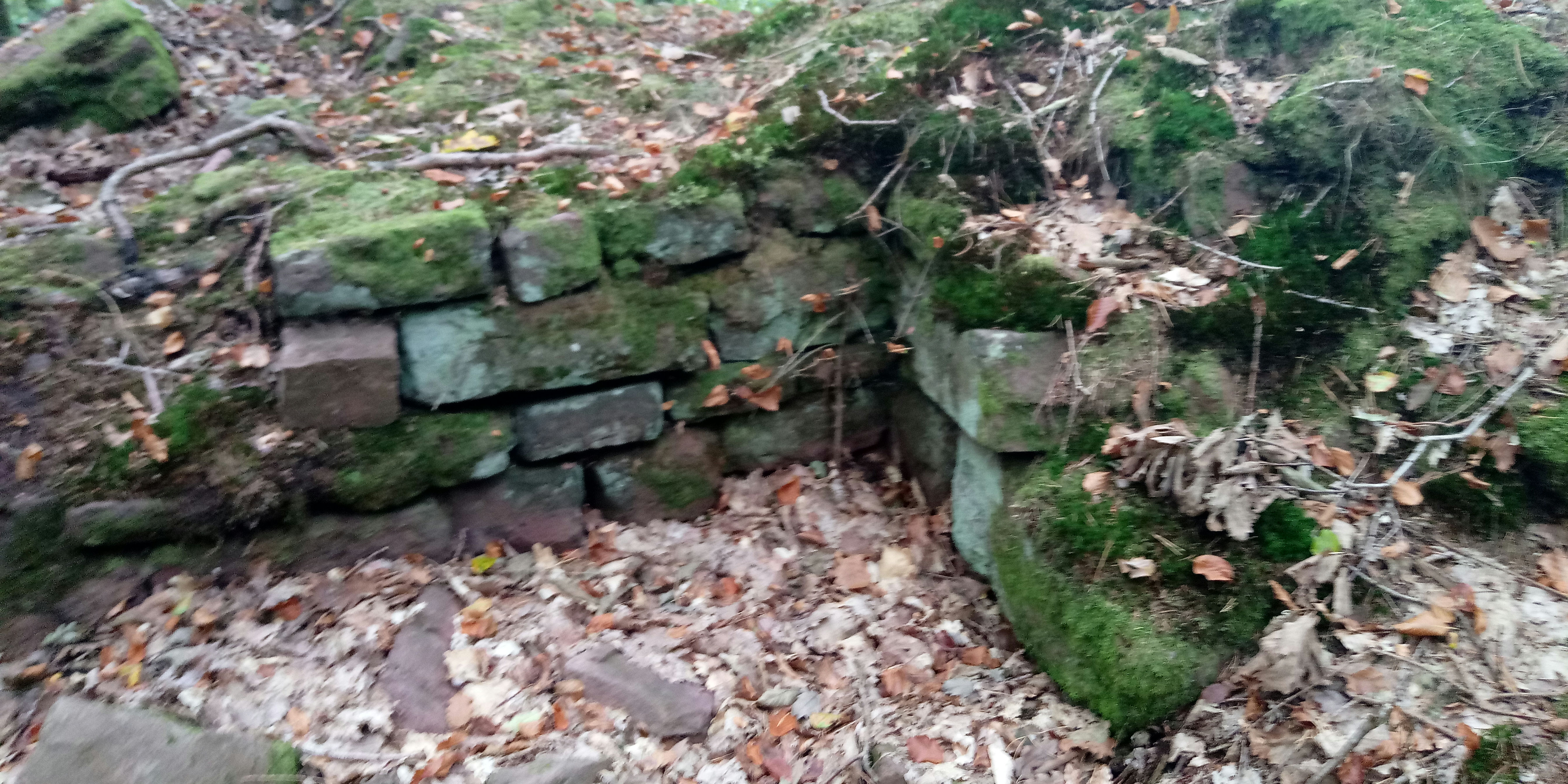
Grundmauerreste von einem der zwei ergrabenen Steinhäuser
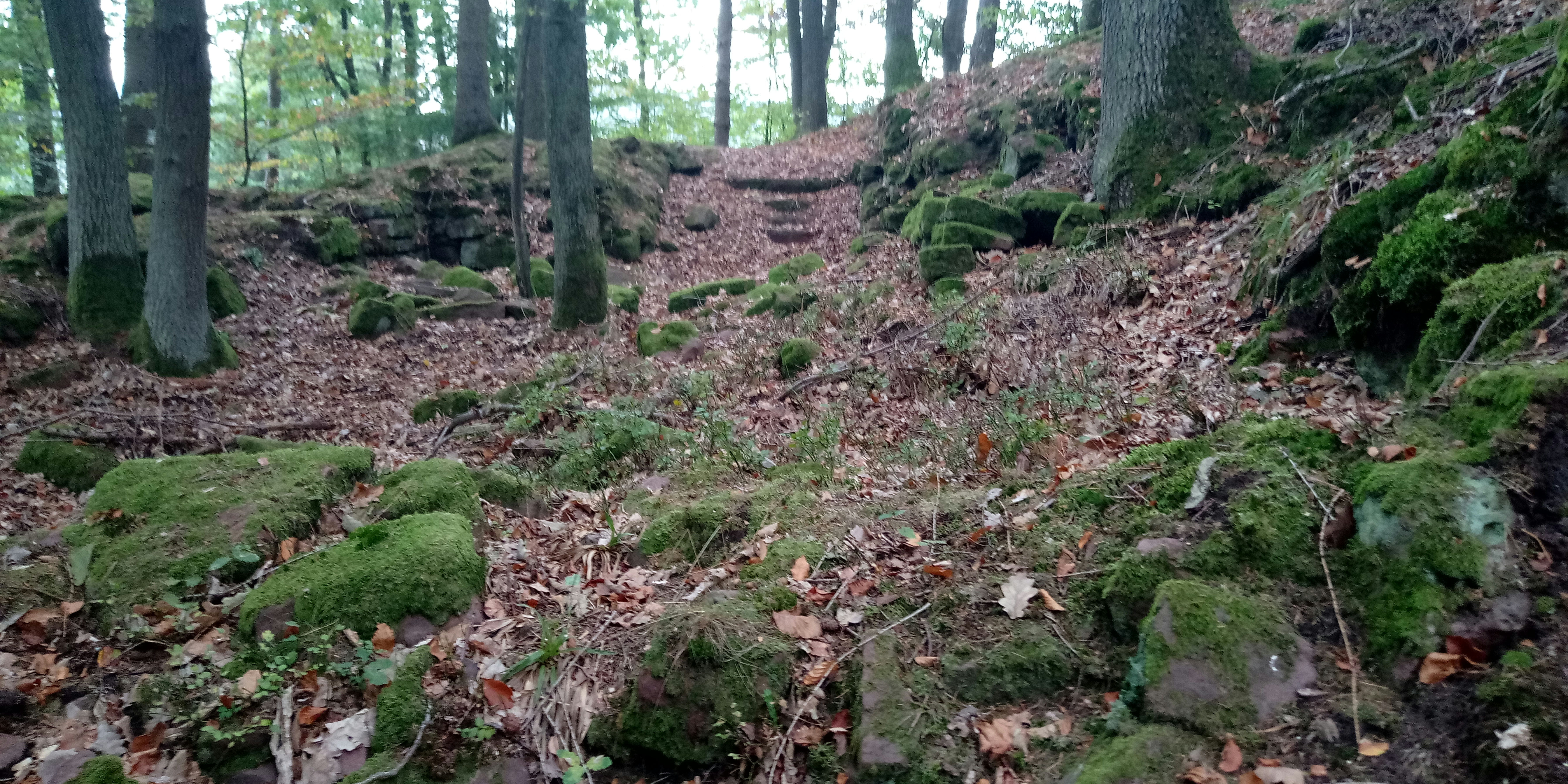
Treppen und Mauerreste in der Anlage
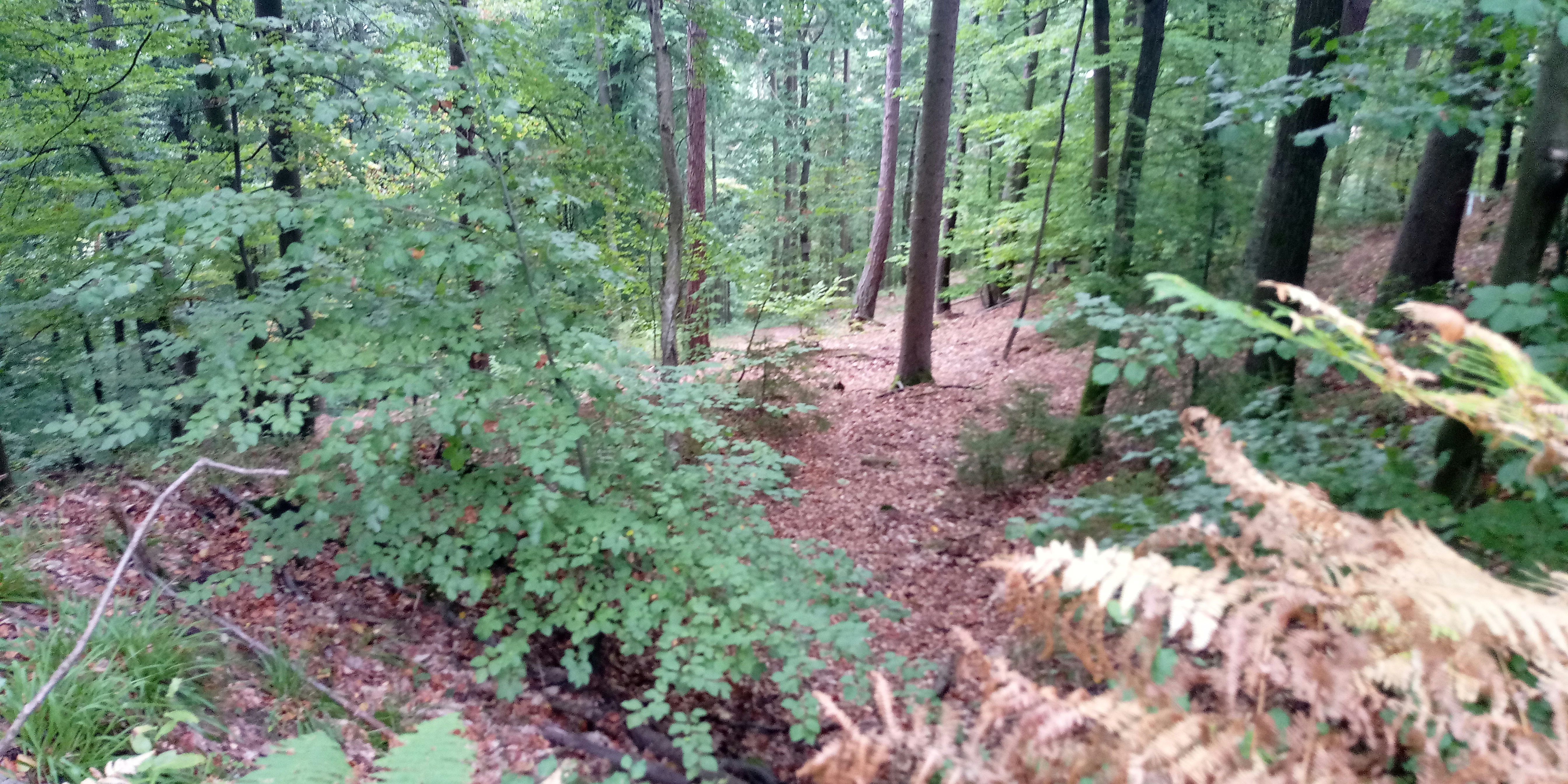
Reste der Wall-/Grabenanlage